# James Pearce Jr.
James Cecil Pearce Jr. (Charlotte, 12 ottobre 2003) è un giocatore di football americano statunitense che milita nel ruolo di defensive end per gli Atlanta Falcons della National Football League (NFL).

## Carriera universitaria
Pearce al college giocò a football a Tennessee dal 2022 al 2024. Nella prima stagione disputò tutte le 13 partite, mettendo a segno 5 tackle e 2 sack. Nel 2023 si classificò terzo nella Southeastern Conference (SEC) in sack e quinto in placcaggi con perdita di yard. Sia nel 2023 che nel 2024 fu inserito nella formazione ideale della SEC.

## Carriera professionistica

### Atlanta Falcons
Pearce fu scelto nel corso del primo giro (26º assoluto) del Draft NFL 2025 dagli Atlanta Falcons.